# Martin Levey
Martin Levey (* 18. Mai 1913 in Philadelphia; † 1970) war ein US-amerikanischer Chemiehistoriker.

## Leben
Levey studierte an der Temple University mit dem Bachelor-Abschluss 1934 und danach Mathematik, Chemie und Sprachen an der University of Pennsylvania (ohne Abschluss). Danach war er Chemiker in der Industrie und bei der Handelsmarine. 1943 war er wieder in Philadelphia als Industriechemiker und studierte ab 1949 am Dropsie College (vor allem alte orientalische Sprachen und Arabisch) und wurde dort 1952 in Wissenschaftsgeschichte bei Solomon Gandz promoviert. Danach war er Instructor in Chemie am Penn State University und lehrte ab 1955 an der Temple University Mathematik und Mathematikgeschichte. 1959 war er mit einem Stipendium der National Science Foundation am Institute for Advanced Study, forschte dann an der Medical School der Yale University und ab 1965 an der Rockefeller University. 1966 wurde er Professor für Wissenschaftsgeschichte an der State University of New York in Albany (New York). Dort arbeitete er mit Jack Bulloff, der seine Position als Chefchemiker des Batelle Memorial Institute aufgegeben hatte, um dort technologische Trends zu erforschen. 1970 starb Levey nach einer Operation.
Er befasste sich mit Chemie und Pharmazie im antiken Mesopotamien und im Islamischen Mittelalter.
1965 erhielt er den Dexter Award und 1968 den Edward Kremers Award des American Institute for the History of Pharmacy.

## Schrifte n
- Chemistry and Chemical Technology in Ancient Mesopotamia, 1959
- Medieval Arabic Book-making and Its Relation to Early Chemistry and Pharmacology, 1962
- Some aspects of the nomenclature of Arabic materia medica. In: Bulletin of the History of Medicine 37, 1963. S. 130–138
- mit Marvin Petruck: Kushyar ibn labban. Principles of Jindu Reckoning, A Translation of the Kitab fi usul hisab al-hind with Introduction and Notes, 1965
- The  Medical Formulary or Aqrabadhin of al-Kindi, 1966
- Medieval Arabic Toxicology: The Book on Poisons of Ibn Al-Wahshiya, and Its Relation to Early Idian and Greek Texts, 1966
- mit Noury Al-Khaledy: The Medical Formulary of Al-Samarqandi and the Relation of Early Arabic Simples to Those Found in the Indigenous Medicine of the Near East and India, 1967
- Arabic Medical Ethics: A Treatise by Al-Ruhawi, 1967
- A History of Arabic Pharmacology: An Introduction Based on Ancient and Medieval Sources 1973